# E-Logistik
E-Logistik (auch Electronic Logistics) beschreibt die Planung, Lösung und Kontrolle logistischer Aufgaben unter Nutzung des Internets sowie anderer Informations- und Kommunikationssysteme und ist Teil des elektronischen Handels.
Ziel ist es die Prozesse zu optimieren und wirtschaftlicher zu gestalten und eine Kollaboration zwischen den einzelnen Partnern im Supply-Chain-Management zu schaffen. E-Fulfillment (Electronic-Fulfillment) bezeichnet die Prozessschritte die nach der elektronischen Bestellung einer Ware, wie beispielsweise bei der Lagerverwaltung, Konfektionierung oder Auslieferung stattfinden.

## Voraussetzungen
Technische und organisatorische Voraussetzung zur Implementierung von E-Logistik sind:
- die Integration der internetbasierten Systeme in die vorhandenen IT-Systeme
- die Weiterentwicklung von organisatorischen Abläufen und Prozessen
- Fokussierung auf die Überwindung von Informationsbarrieren der einzelnen Partner der Wertschöpfungskette
- eine realistische Einschätzung und Bewertung bei der Komplexität der Integration von E-Logistik-Lösungen
- Überblick über die Kompatibilität mit bereits bestehen Anwendungsarchitekturen
- Ausbildungen und Schulungen für die Nutzung dieser Anwendungen und Technologien
- Bereitschaft zur unternehmensübergreifenden Zusammenarbeit